# Jan Lundgren Trio Plays the Music of Jule Styne
Jan Lundgren Trio Plays the Music of Jule Styne är ett musikalbum från 2002.

## Låtlista
1. You Say You Care (Jule Styne/Leo Robin) – 4:23
2. People (Jule Styne/Bob Merrill) – 4:26
3. Make Someone Happy (Jule Styne/Betty Comden/Adolph Green) – 7:48
4. What Makes the Sunset (Jule Styne/Sammy Cahn) – 6:57
5. It's You or No One (Jule Styne/Sammy Cahn) – 7:51
6. Dance Only with Me (Jule Styne/Betty Comden/Adolph Green) – 5:12
7. The Tings We Did Last Summer (Jule Styne/Sammy Cahn) – 7:22
8. The Party's Over (Jule Styne/Betty Comden/Adolph Green) – 6:43
9. Guess I'll Hang My Tears Out to Dry (Jule Styne/Sammy Cahn) – 5:57
10. Time after Time (Jule Styne/Sammy Cahn) – 5:25
11. I Fall in Love Too Easily (Jule Styne/Sammy Cahn) – 5:01

## Medverkande
- Jan Lundgren – piano
- Mattias Svensson – bas
- Morten Lund – trummor, slagverk
- Cæcile Nörby – sång (spår 3, 8)
- Mark Murphy – sång (spår 4, 7)
- Eric Alexander – tenorsaxofon (spår 5, 9)